# GL events
GL events（フランス語: GL events、ジーエルイベンツ）は、フランス・リヨンに本社を置く、イベント関連のサービスを包括的に提供する多国籍企業。世界中で国際会議、展示会、スポーツ・文化イベントなどを手掛けている。ユーロネクスト・パリに上場している。

## 概要
1978年にオリヴィエ・ジノン（Olivier Ginon）によって設立されたPolygone Servicesを前身とする。イベントの企画・設計・設営から、展示会の主催、コンベンションセンターや展示会場などの施設運営まで、イベント産業における一連のサービスを三つの主要事業部門（Live、Exhibitions、Venues）を通じて提供している。
世界各国の主要都市に拠点を持ち、オリンピック、FIFAワールドカップ、国際博覧会といった大規模な国際イベントのインフラ設営やサービス提供の実績を持つ。

## 沿革
- 1978年 - オリヴィエ・ジノンがリヨンでPolygone Servicesを設立。
- 1998年 - ユーロネクスト・パリ（当時はパリ証券取引所第二市場）に株式を上場。
- 2000年 - シドニーオリンピックへの参画を機に、本格的な国際展開を開始。
- 2003年 - 社名を現在のGL eventsに変更。
- 2000年代 - ハンガリーのHungexpo（ブダペスト）、ブラジルのRiocentro（リオデジャネイロ）、スペインのCCIB（バルセロナ）など、世界各地の主要なイベント施設の運営権を相次いで獲得。
- 2018年 - 設立40周年および株式上場20周年を迎える。この年、グループ全体の売上高が初めて10億ユーロを突破した。
- 2024年 - 2024年パリオリンピック・パラリンピック競技大会において、馬術競技、ホッケー、セーリングなど複数の競技会場の仮設インフラや関連サービスの設営・運営を担当。

## 事業内容
GL eventsグループは、以下の3つの主要事業部門で構成されている。

### GL events Live
企業イベント、国際会議、スポーツ・文化イベントなど、あらゆる種類のイベントに関する企画、コンサルティング、設計、設営、運営を行う。特に、大規模イベントにおける仮設の観客席、テント、電源供給、映像・音響システムといったインフラ提供に実績がある。

### GL events Exhibitions
食品、ファッション、繊維、工業製品など、様々な産業分野で自社ブランドの国際見本市や展示会を企画・主催している。代表的な主催見本市には、外食・ホテル産業向けの「Sirha（シラ）」や、産業見本市「Global Industrie（グローバル・インダストリー）」などがある。

### GL events Venues
コンベンションセンター、展示会場、多目的ホールといったイベント施設の運営・管理を行う。フランス国内をはじめ、ヨーロッパ、南米、アジアなど、世界各地で50以上の施設ネットワークを管理している。

## 主な実績・運営施設

### 主な関与イベント
- オリンピック・パラリンピック - シドニー（2000年）、ロンドン（2012年）、リオデジャネイロ（2016年）、東京（2020年）、パリ（2024年）など
- FIFAワールドカップ - 南アフリカ（2010年）、ブラジル（2014年）、カタール（2022年）など
- その他 - G20サミット、気候変動枠組条約締約国会議（COP）、国際博覧会、ラグビーワールドカップなど多数。

### 主な運営施設
- Eurexpo Lyon（フランス・リヨン）
- Palais Brongniart（フランス・パリ）
- Riocentro（ブラジル・リオデジャネイロ）
- São Paulo Expo（ブラジル・サンパウロ）
- Hungexpo Budapest Congress and Exhibition Centre（ハンガリー・ブダペスト）
- World Forum The Hague（オランダ・ハーグ）
- 愛知県国際展示場（Aichi Sky Expo）（日本・愛知県常滑市）

## 日本での展開
日本法人であるGL events Japan株式会社（ジーエルイベンツジャパン）（2016年設立）を通じて事業を展開している。
2019年に開業した愛知県国際展示場（Aichi Sky Expo）の運営会社である愛知国際展示場株式会社に、前田建設工業と共に出資しており、運営の中核を担っている。
また、2026年に開催される第20回アジア競技大会（愛知・名古屋）において、複数の競技会場の仮設インフラの設計・設営および管理業務を受注している。

2025年大阪万博では一億円以上の工事代金未払いなどが発生し、問題になっている

## ガバナンス
創業者のオリヴィエ・ジノンが一貫して会長兼CEOを務めている。本社はフランス・リヨンに所在。企業統治においては、フランスの法律およびユーロネクストの規則を遵守している。